# Inwazja rekinów
Inwazja rekinów (Jersey Shore Shark Attack) – amerykański film akcji z gatunku science fiction z 2012 roku w reżyserii Johna Shepphirda.
Premiera filmu miała miejsce 8 czerwca 2012 roku na antenie Syfy.

## Fabuła
Akcja filmu rozgrywa się latem 1916 roku na 130-kilometrowym odcinku wybrzeża New Jersey, gdzie setki mieszkańców i turystów zostało zmasakrowanych przez gigantyczne rekiny ludojady. Grupka przyjaciół przybywa na wybrzeże Jersey. Gdy znika jeden z nich TC, Nooki wraz z grupą podejrzewają o najgorsze i proszą szefa policji o zamknięcie plaży.

## Obsada
- Jeremy Luke jako Gino „The Complication”
- Melissa Molinaro jako Nicolina „Nooki” Santamaria
- William Atherton jako Dolan
- Daniel Booko jako Paulie
- Vinny Guadagnino jako Joe Conte
- Alex Mauriello jako J-Moni
- Audi Resendez jako BJ
- Joey Russo jako Donnie
- Tony Sirico jako kapitan Salie
- Jack Scalia jako szeryf Moretti
- Paul Sorvino jako burmistrz Palantine
- Grant Harvey jako Bradford
- Dylan Vox jako Spencer
- Gabrielle Christian jako Penelope
- Joey Fatone jako on sam